# Iglesia de la Recoleta (Cusco)
La Iglesia de la Recoleta es una iglesia católica ubicada en la Plazoleta de la Recoleta en la zona de amortiguación del centro histórico de la ciudad del Cusco, Perú.
Desde 1972 el inmueble forma parte de la Zona Monumental del Cusco declarada como Monumento Histórico del Perú. Asimismo, en 1983 al ser parte del casco histórico de la ciudad del Cusco, forma parte de la zona central declarada por la UNESCO como Patrimonio Cultural de la Humanidad.

## Historia
La construcción de la iglesia empezó en 1599, fundada por el padre Fray Francisco de Velasco, definidor provincial, a expensas del vecino Toribio de Bustamante, benefactor de la Orden, y culminada en 1601. Junto al templo fue construido un convento recoleto con el título de San Antonio de Padua que consta de un claustro pequeño, alto y bajo, con arquería de ladrillo sobre columnas de piedra, en cuyo segundo nivel vivían los religiosos, y la huerta conventual. La iglesia, por su parte, cuenta con tres altares en su capilla mayor, antiguamente separada de la nave por una reja de madera, y un coro alto en el que estaba situada una sencilla sillería de cedro. Hacia 1651, el convento tenía unos 16 frailes.
El terremoto de 1650 afectó seriamente el templo. Por ello, el 3 de febrero de 1688, Nicolás Huallpa, indio natural de Oropesa, contrató a Juan Tomás Tuyro Túpac para la elaboración de 360 sillares para la reconstrucción de la torre del templo. Por el contrario, el terremoto de 1950 generó pocos daños en el edificio..

#### Libros y publicaciones
- Angles Vargas, Víctor (1983). Historia del Cusco (Cusco Colonial) Tomo II Libro Primero. Lima: Industrialgrafica S.A.
- Kubler, George (1953). «Cuzco Reconstrucción de la ciudad y restauración de sus monumentos Informe de la misión enviada por la Unesco en 1951». UNESCO. Consultado el 26 de agosto de 2019.

- Datos: Q83389656
- Multimedia: Iglesia de la Recoleta (Cusco) / Q83389656